# 吐日苏河

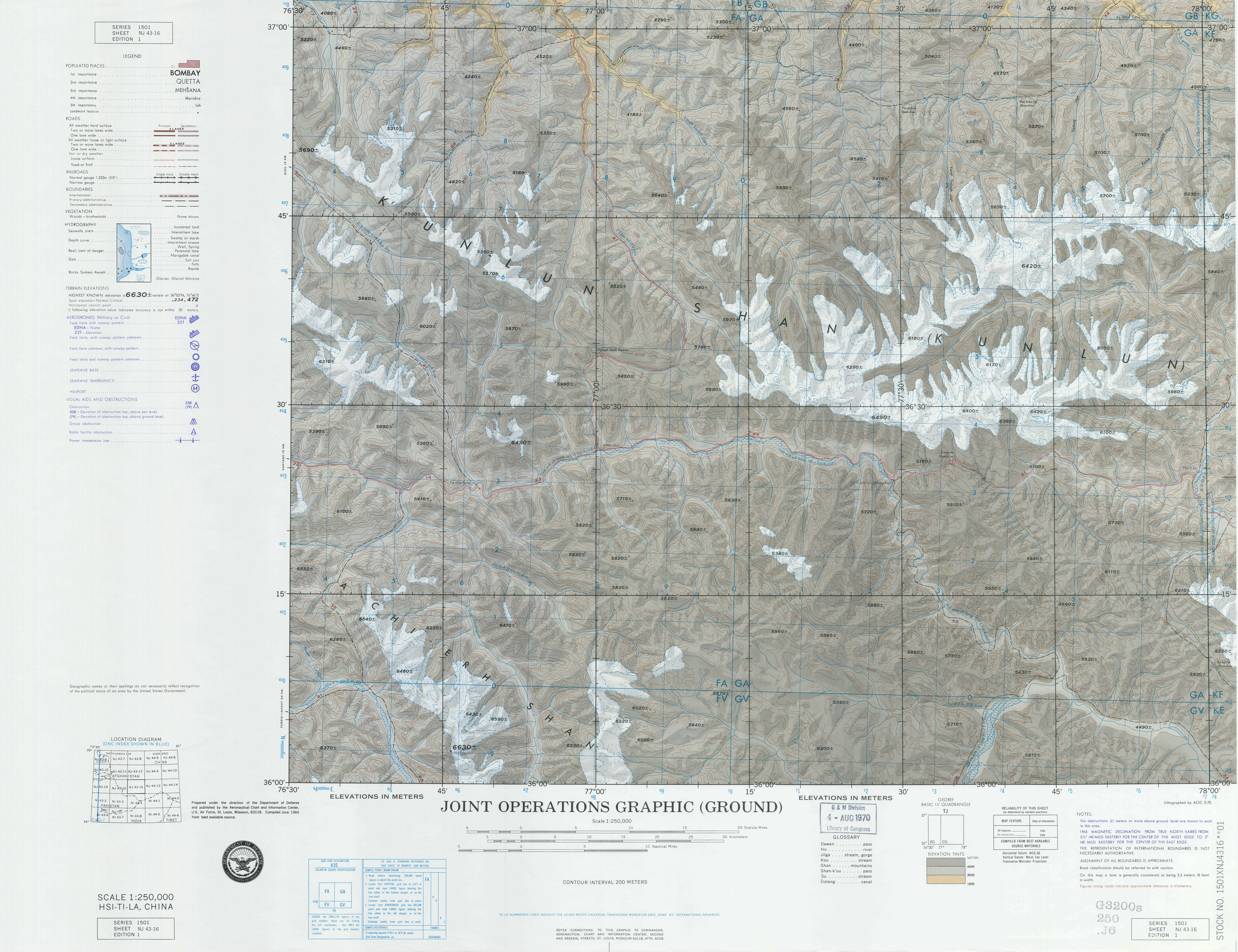
叶尔羌河和喀拉喀什河上游地区的地圖 (ACIC, 1969)，吐日苏河（Toghra Su）位于图中部偏右上方。

吐日苏河，位于中华人民共和国新疆维吾尔自治区和田地区皮山县南部昆仑山地区的一条河流，是喀拉喀什河左岸支流，发源于昆仑山脉西段北坡，先自西南向东北流18千米后转东流，20千米后转东南流，再下行21千米后于吐日苏村以西汇入喀拉喀什河。干流呈向北凸起的弯弓形。河流全长59千米，河道平均比降2.5‰，流域面积812平方千米，年均径流量约2.26亿立方米。流域内大部分在海拔4000米以上，冰川发育，人迹罕至。